# پیتر ارنتز
پیتر ارنتز (انگلیسی: Peter Arntz؛ زادهٔ ۵ فوریهٔ ۱۹۵۳) بازیکن فوتبال اهل پادشاهی هلند است.
از باشگاه‌هایی که در آن بازی کرده‌است می‌توان به باشگاه فوتبال گو اهد ایگلز و باشگاه فوتبال آزد آلکمار اشاره کرد.
وی همچنین در تیم ملی فوتبال هلند بازی کرده‌است.